# Sergio Osmeña III
Sergio Osmeña III (Manilla, 13 december 1943) is een Filipijns politicus. Osmeña III was van 1995 tot 2007 twee achtervolgende termijnen lid van de Filipijnse Senaat. Bij de verkiezingen van 1998 stelde Osmeña zich verkiesbaar als vicepresident van de Filipijnen met Alfredo Lim als kandidaat voor het presidentschap. Osmeña verloor echter van Gloria Macapagal-Arroyo. Osmeña is de kleinzoon van voormalig president Sergio Osmeña.
In 2001 was Osmeña een van de senatoren die voor het openen van de tweede enveloppe met bewijsmateriaal stemden in de afzettingszaak die was aangespannen tegen president Joseph Estrada. Na de EDSA II-revolutie werd hij als onafhankelijke senator herkozen voor een nieuwe termijn als senator.